# Young MC
Young MC, pseudonimo di Marvin Young (Wimbledon, 10 maggio 1967), è un rapper britannico.
Debuttò nel 1989 con il grande successo Bust a Move, che vinse il primo Grammy Award di sempre come Best Rap Recording. Il suo album d'esordio, Stone Cold Rhymin' (distribuito dalla Delicious Vinyl), è visto da molti come un ottimo disco pop rap.

## Carriera musicale

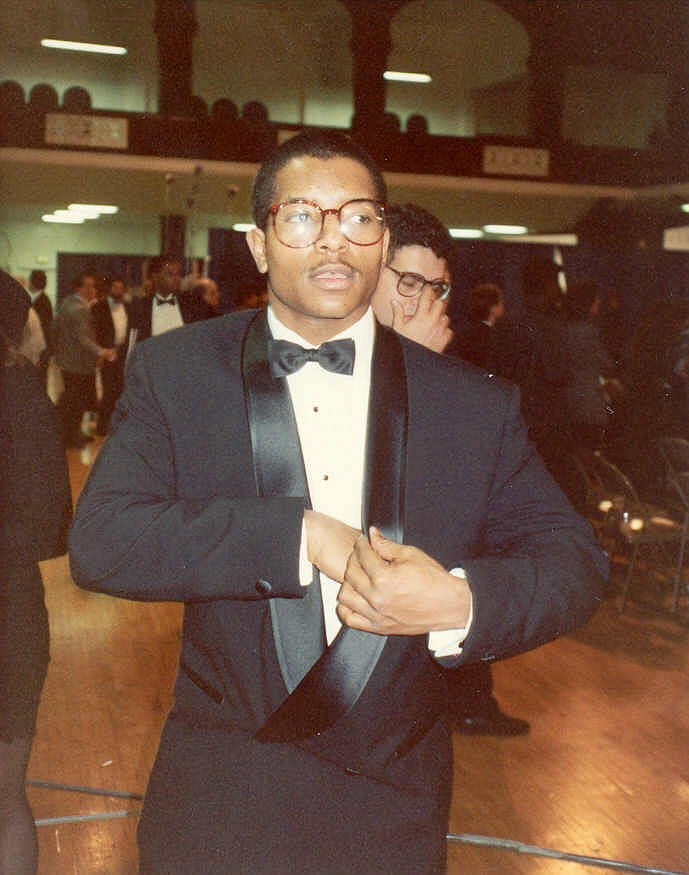
Young MC alla cerimonia dei Grammy Awards del 1990.

Young MC era anche un buon autore di testi, avendo contribuito alla stesura delle liriche di Wild Thing e Funky Cold Medina di Tone Lōc. Nel 1990 apparve in molte pubblicità di Taco Bell e della Pepsi.
Il singolo successivo a Bust a Move, Principal's Office, non ottenne il medesimo successo, ma ottenne comunque una nomina per Best Rap Video agli MTV Video Music Awards del 1990.
Con il secondo album, Brainstorm, la popolarità di Young iniziò a calare. Il primo singolo estratto, That's the Way Love Goes, non venne molto diffuso da MTV, ancor meno dalle radio. Il mancato successo della canzone fece capire che Young MC era stato incapace di adattarsi ai frequenti cambiamenti a cui era soggetta la musica di quel periodo; nonostante ciò, il rapper londinese continuò a incidere dischi fino all'inizio del nuovo millennio. I suoi album più recenti favoriscono i generi East Coast, West Coast e conscious hip hop, al contrario di altri stili come il crunk e il Southern rap, molto popolari soprattutto nei primi anni del 2000.

## Discografia

### Album
- 1989 - Stone Cold Rhymin'
- 1991 - Brainstorm
- 1993 - What's the Flavour
- 1997 - Return of the 1 Hit Wonder
- 2000 - Ain't Going Out Like That
- 2002 - Engage the Enzyme
- 2007 - Adrenaline Flow

### Singoli
- 1988 – Know How
- 1989 – Bust a Move feat. Crystal Blake US #7
- 1989 – Principal's Office US #33
- 1990 – I Come Off US #75
- 1991 – That's the Way Love Goes US #54
- 1997 – Madame Buttafly
- 1997 – On & Poppin'
- 2000 – Ain't Goin' Out Like That
- 2002 – Heatseeker

## Premi e riconoscimenti
American Music Award
| Anno | Nomina   | Premio                          | Risultato       |
| ---- | -------- | ------------------------------- | --------------- |
| 1990 | Young MC | Favorite Rap/Hip-Hop New Artist | Vincitore/trice |

MTV Video Music Award
| Anno | Nomina             | Premio         | Risultato   |
| ---- | ------------------ | -------------- | ----------- |
| 1990 | Principal's Office | Best Rap Video | Candidato/a |

Grammy Award
| Anno | Nomina      | Premio               | Risultato   |
| ---- | ----------- | -------------------- | ----------- |
| 1990 | Bust a Move | Best Rap Performance | Candidato/a |